# Nupserha lenita
Nupserha lenita är en skalbaggsart som först beskrevs av Francis Polkinghorne Pascoe 1867.  Nupserha lenita ingår i släktet Nupserha och familjen långhorningar.
Artens utbredningsområde är:
- Laos.
- Nepal.

Inga underarter finns listade i Catalogue of Life.